# کنیسه بزرگ
کنیسه بزرگ مربوط به دوره قاجار است و در اصفهان، محله جوباره، خیابان کمال، حد فاصل چهاراه ماهی فروشان، خیابان کمال، ابتدای بن‌بست مقبره واقع شده و این اثر در تاریخ ۲۰ اردیبهشت ۱۳۸۶ با شمارهٔ ثبت ۱۹۰۳۹ به‌عنوان یکی از آثار ملی ایران به ثبت رسیده است.